# Tygers of Pan Tang
Tygers of Pan Tang é uma banda de heavy metal originária de Whitley Bay, no nordeste da Inglaterra, formada em 1978. São uma notável banda do movimento New Wave of British Heavy Metal. O nome da banda deriva de um fictício grupo de elite chamado Tigers of Pan Tang, da série de literatura de fantasia Elric, criada por Michael Moorcock.

## História

### Primórdios, 1978-1983
A banda foi originalmente formada por Jess Cox (vocal), Robb Weir (guitarra), Richard "Rocky" Leis (contrabaixo), e Brian Dick (bateria). Começaram tocando em clubes de operários e foram os primeiros a assinarem com a gravadora independente local Neat Records, e somente depois a MCA deu-lhes uma oportunidade maior. Depois de vários singles, eles gravaram seu primeiro álbum Wild Cat em 1980. O álbum atingiu o #18 na Grã-Bretanha na primeira semana de seu lançamento.
Posteriormente John Sykes (ex-Streetfighter, mais tarde, Badlands, Thin Lizzy, Whitesnake, Blue Murder) foi recrutado como segundo guitarrista. Jess Cox, em seguida, teve desavenças com os demais e foi substituído por Jon Deverill, então vocalista do Persian Risk. Esta formação gravou Spellbound em 1981, considerado uma "pérola" doa NWOBHM. Com Deverill e seu indiscutível vocal mais potente e com muito mais experiência, o número de seguidores da banda aumentou consideravelmente após o lançamento do álbum.
No entanto, Sykes saiu após o terceiro álbum Crazy Nights para a audição junto à banda de Ozzy Osbourne. Ele foi rapidamente substituído pelo ex-guitarrista da banda Penetration, Fred Purser, que teve que aprender todo o set dois dias antes da turnê.
O quarto álbum The Cage, de 1982, foi realizado com muito esforço e as coisas pareciam promissoras. Infelizmente, a banda teve um grande desentendimento com a MCA, que não estavam preparada para promovê-los, a menos que tocassem mais covers (mantendo a sequência do sucesso da banda com o hit "Love Potion No. 9"). Eles posteriormente tentaram rescindir seu contrato, mas as exigências da MCA ultrapassaram a vontade de qualquer outra gravadora de pagar para liberar a banda, então a banda se separou em meio a um grande sentimento de frustração.
John Sykes no entanto alcançou grande sucesso com a Thin Lizzy e depois com o Whitesnake, e como um guitarrista virtuoso no Japão.

### Reforma, 1985-1987
Em 1985, Jon Deverill e Brian Dick reformaram a banda com o ex-Sergeant Steve Lamb (violão), Neil Sheppard (guitarra), e o Clin Irwin (baixo), ex-membros do Warriors e Satan. Dave Donaldson entraria mais tarde substituindo Clin Irwin. Entretanto, Robb Weir e Jess Cox formariam a banda derivada Tyger-Tyger.
O Tygers of Pan Tang reformado gravou O Wreck-Age no verão de 1985, através da Music For Nations, e Burning in the Shades em 1987, através da Zebra Records. Infelizmente, seu último álbum recebeu críticas ruins e a banda mais uma vez se dissolveu.
Várias compilações e álbuns ao vivo foram produzidas pelas duas primeiras gravadoras da banda, Neat Records e MCA.

### Últimos dias, 1999-presente
No entanto, este não foi o fim da banda. Durante o festival Wacken Open Air de 1998, Jess Cox entrou no palco com a banda Blitzkrieg, tocando três músicas antigas dos Tygers. A resposta do público foi muito positiva, e um ano mais tarde, para comemorar o 20º aniversário do Tygers of Pan Tang e os 10º Wacken Open Air, a banda foi convidada novamente para tocar no palco principal. Brian Dick e Rocky não puderam se juntar à banda, mas os Tygers (agora Jess Cox e Robb Weir, apoiados pelo guitarrista Glen Howes, o baixista Gavin Gray e o baterista Chris Percy, todos do Blitzkrieg) realizaram, no entanto, um show memorável. A gravação de fitas com a performancedo grupo deu origem ao álbum Live at Wacken.
Em 2001, Robb Weir decidiu remodelar a banda novamente, apesar de ser o único membro original. Os outros músicos foram Tony Lidell (vocal), Dean Robertson (guitarra), Brian West (baixo) e Craig Ellis (bateria). Eles gravaram Mystical através da Z-Records. Eles saíram em turnê em vários festivais, mas acabaram perdendo o contrato da Z-Records em 2002, a razão dada foi uma inesperada falta de vendas.
O Tygers of Pan Tang passou a produzir um álbum juntamente com as bandas Girlschool e Oliver / Dawson Saxon na Communique Records, e em 2004 um novo álbum, Noises in the Cathouse, com o novo vocalista Richie Wicks.
Mais tarde, ainda no mesmo ano, Richie Wicks deixou a banda e foi substituído pelo vocalista italiano Jacopo Meille. Jon Devrill passou a trabalhar como ator, com o nome de John Deville, e em outubro de 2007 foi atuar em The Sound of Music, no London Palladium com a estrela de televisão Connie Fisher.
Em Outubro de 2007, a banda publicou um EP de cinco faixas intitulado Back And Beyond, que incluiu regravações de três músicas do início de 1980, juntamente com duas novas faixas retiradas de seu próximo álbum. Animal Instinct foi lançado em 19 de Maio de 2008, sendo o primeiro com o vocalista Jacopo Meille e que foi remixada pelo guitarrista e tecladista do Thunders, Ben Matthews.
No segundo semestre de 2012 foi lançado Ambush, um álbum com sonoridade moderna mas com o velho estilo da NWOBHM.

## Membros

### Formação atual
- Robb Weir - guitarra (1978-1983, 1999, 2000-presente)
- Craig Ellis - bateria (2000-presente)
- Jacopo Meille - vocal (2004-presente)
- Gavin Gray - baixo (2012-presente)
- Micky Crystal - guitarra (2013-presente)

### Ex-membros

#### Vocal
- Richie Wicks (2004)
- Tony Liddell (2000-2004)
- John Deverill (1981-1983, 1984, 1985-1987)
- Jess Cox (1978-1981, 1999)

#### Guitarra
- Glen Howes (1999)
- Steve Lamb (1984, 1985-1987)
- Neil Shepherd (1984, 1985-1987)
- Fred Purser (1982-1983)
- John Sykes (1980-1982)
- Dean "Deano" Robertson  (2000-2013)

#### Baixo
- Gavin Gray (1999)
- Dave Donaldson (1985-1987)
- Clin Irwin (1983-1985)
- Richard "Rocky" Laws (1978-1983)
- Brian West (2000-2012)

#### Bateria
- Chris Percy (1999)
- Brian Dick (1978-1983, 1985-1987)

## Discografia

### Álbuns de estúdio
- Wild Cat - 1980 - No. 18 UK
- Spellbound - 1981 - #33 UK
- Crazy Nights - 1981 - #51 UK
- The Cage - 1982 - #13 UK
- The Wreck-Age - 1985
- Burning in the Shade - 1987
- Mystical - 2001
- Noises From the Cathouse - 2004
- Animal Instinct - 2008
- Ambush - 2012
- Tygers of Pan Tang - 2016
- Ritual - 2019
- Ambush - 2020

### Álbuns ao vivo
- Live At Nottingham Rock City -  1981
- Live at Wacken -  2001
- Live in the Roar -  2003
- Leg of the Boot: Live in Holland -  2005

### Coletâneas
- First Kill (Re-release of early demo recordings) - 1986
- NWOBHM '79 Revisited - 1990
- Detonated - 2005

### EP
- Back And Beyond (limited edition of 3,000) - 2007

### Singles
- "Don't Touch Me There" - 1979
- "Rock 'N' Roll Man" - 1980
- "Suzie Smiled" - 1980
- "Euthanasia" - 1980
- "Don't Stop By" - 1981
- "Hellbound" - 1981 - #48 UK
- "The Story So Far" - 1981
- "Love Don't Stay" - 1981
- "Do It Good" - 1982
- "Making Tracks" - 1982
- "Paris By Air" - 1982 - #63 UK
- "Rendezvous" - 1982 - #49 UK
- "Love Potion No.9" - 1982 - #45 UK
- "Lonely at the Top" - 1983[4]